# AOA Cream
Cette page contient des caractères spéciaux ou non latins. S’ils s’affichent mal (▯, ?, etc.), consultez la page d’aide Unicode.
AOA Cream est un girl group sud-coréen de K-pop, unité du groupe AOA, actif en 2016. Formé par FNC Entertainment, il se composait de trois membres d'AOA : Yuna, Hyejeong et Chanmi. Le groupe débute avec le single I'm Jelly Baby.

## Histoire
Début 2016, FNC Entertainment annonce officiellement la formation de l'unité. Début février, le label commence à publier des teasers pour annoncer les débuts des trois filles,,. Leur premier et seul single, I'm Jelly Baby, sort le 11 février 2016,. Le single atteint la 25e place du Gaon Chart. Leur succès leur permet d'avoir des pages dans plusieurs magazines, dont Cosmopolitan.
En 2023, Hyejeong quitte FNC Entertainment. Le 22 mai 2024, Dohwa annonce sur ses médias sociaux personnels avoir quitté FNC Entertainment à la suite de l'expiration de son contrat. 

## Filmographie

### Émissions télévisées
| Année | Titre       | Chaîne     | Rôle   | Note   |
| ----- | ----------- | ---------- | ------ | ------ |
| 2016  | Weekly Idol | MBC Every1 | Invité | [ 10 ] |

## Discographie

### Singles
| Titre          | Année | Meilleure position | Ventes                                  | Album |
| Titre          | Année | COR                | Ventes                                  | Album |
| -------------- | ----- | ------------------ | --------------------------------------- | ----- |
| I'm Jelly Baby | 2016  | 26                 | - COR (DL) : 168 192+ (ventes cumulées) | NC    |